# بولسواو هابوفسکی
بولسواو هابوفسکی (لهستانی: Bolesław Habowski; ۱۳ سپتامبر ۱۹۱۴ – ۲۱ مهٔ ۱۹۷۹) بازیکن فوتبال اهل لهستان بود.
از باشگاه‌هایی که در آن بازی کرده‌است می‌توان به باشگاه فوتبال اسپارتاک مسکو، باشگاه فوتبال ویسوا کراکوف، و باشگاه فوتبال دینامو مسکو اشاره کرد.
وی همچنین در تیم ملی فوتبال لهستان بازی کرده‌است.